# Amanda Milling

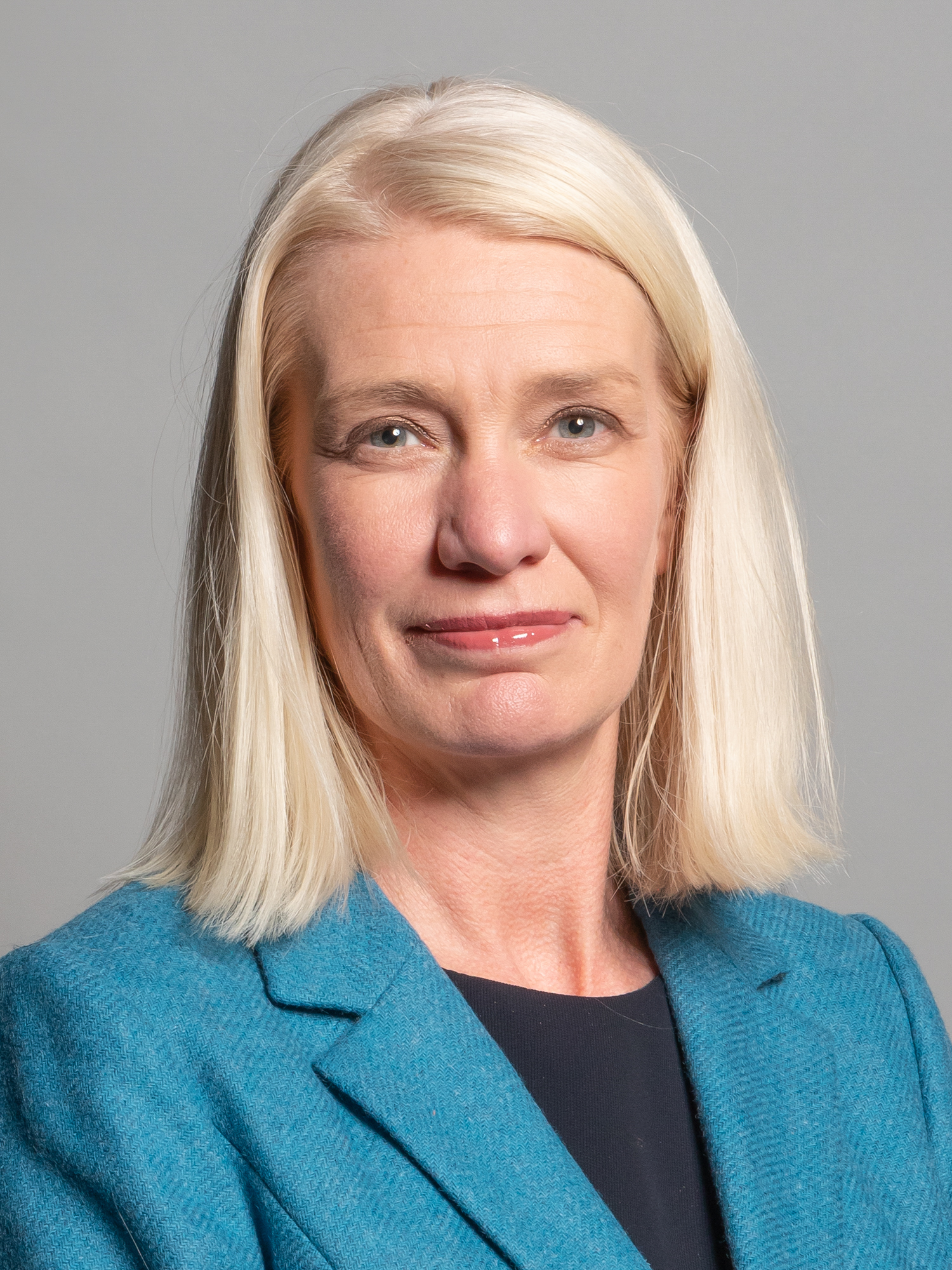
Amanda Milling (12. Januar 2020)

Dame Amanda Anne Milling, DBE, PC (* 12. März 1975 in Burton upon Trent, Staffordshire) ist eine britische Politikerin der Conservative Party, die unter anderem seit 2015 Abgeordnete des Unterhauses (House of Commons) ist sowie zwischen 2019 und 2020 Schatzmeisterin des Haushalts (Treasurer of the Household) war. Sie war von der Kabinettsumbildung am 13. Februar 2020 bis zur Kabinettsumbildung am 16. September 2021 im Kabinett Boris Johnson II Ministerin ohne Geschäftsbereich (Minister without Portfolio) sowie Co-Vorsitzende (Chairman) und Generalsekretärin der Conservative Party.

## Leben
Amanda Anne Milling absolvierte nach dem Besuch der Moreton Hall School in Shropshire ein Studium der Fächer Statistik und Wirtschaftswissenschaften am University College London (UCL) und arbeitete nach Abschluss des Studiums 1997 in der Marktforschung, wobei sie sich auf Finanzdienstleistung spezialisierte. Zuletzt war sie Direktorin und Leiterin der Kundenabteilung bei Optimisa Research. Ihre politische Laufbahn für die Conservative Party begann sie in der Kommunalpolitik und war zwischen 2009 und 2014 Mitglied des Rates des Borough Rossendale.
Bei der Unterhauswahl am 7. Mai 2015 wurde sie als Nachfolgerin ihres Parteifreundes Aidan Burley im Wahlkreis Cannock Chase erstmals Abgeordnete des Unterhauses (House of Commons) und bei den Wahlen am 12. Dezember 2019 mit einer Mehrheit von 19.879 Stimmen wiedergewählt. Der Wahlkreis Cannock Chase liegt im südlichen Teil von Staffordshire und umfasst die Städte Cannock, Hednesford und Rugeley. Der Wahlkreis ist traditionell ein marginaler Sitz, der normalerweise mit der jeweiligen Regierung wechselt. Ein sehr hoher Anteil von 69 Prozent unterstützte in diesem Wahlkreis beim EU-Referendum am 23. Juni 2016 den EU-Austritt des Vereinigten Königreichs (Brexit), wobei Amanda Milling selbst beim EU-Referendum für den Verbleib in der Europäischen Union (EU) stimmte. Zu Beginn ihrer Parlamentszugehörigkeit war zwischen dem 8. Juli 2015 und dem 17. Oktober 2016 Mitglied des Ausschusses für Wirtschaft, Innovation und Fähigkeiten (Business, Innovation and Skills Committee) sowie außerdem vom 9. November 2015 bis zum 3. Mai 2017 Mitglied des Gemeinsamen Parlamentsausschusses für Konsolidierung und Gesetzesentwürfe (Consolidation and Bills Joint Committee) und zudem zwischen dem 1. Dezember 2015 und dem 3. Mai 2017 Mitglied des Unterausschusses für Bildung, Fähigkeiten und die Wirtschaft (Education, Skills and the Economy Sub-Committee). Sie war zeitweise vom 10. Februar bis zum 12. September 2016 Mitglied des Ausschusses für Waffenexportkontrollen (Committees on Arms Export Controls), zwischen dem 17. Oktober 2016 und dem 3. Mai 2017 Mitglied des neuen Ausschusses für Wirtschaft und Handel (Business and Trade Committee) sowie vom 6. November 2017 bis zum 5. März 2018 erneut Mitglied des Gemeinsamen Parlamentsausschusses für Konsolidierung und Gesetzesentwürfe.

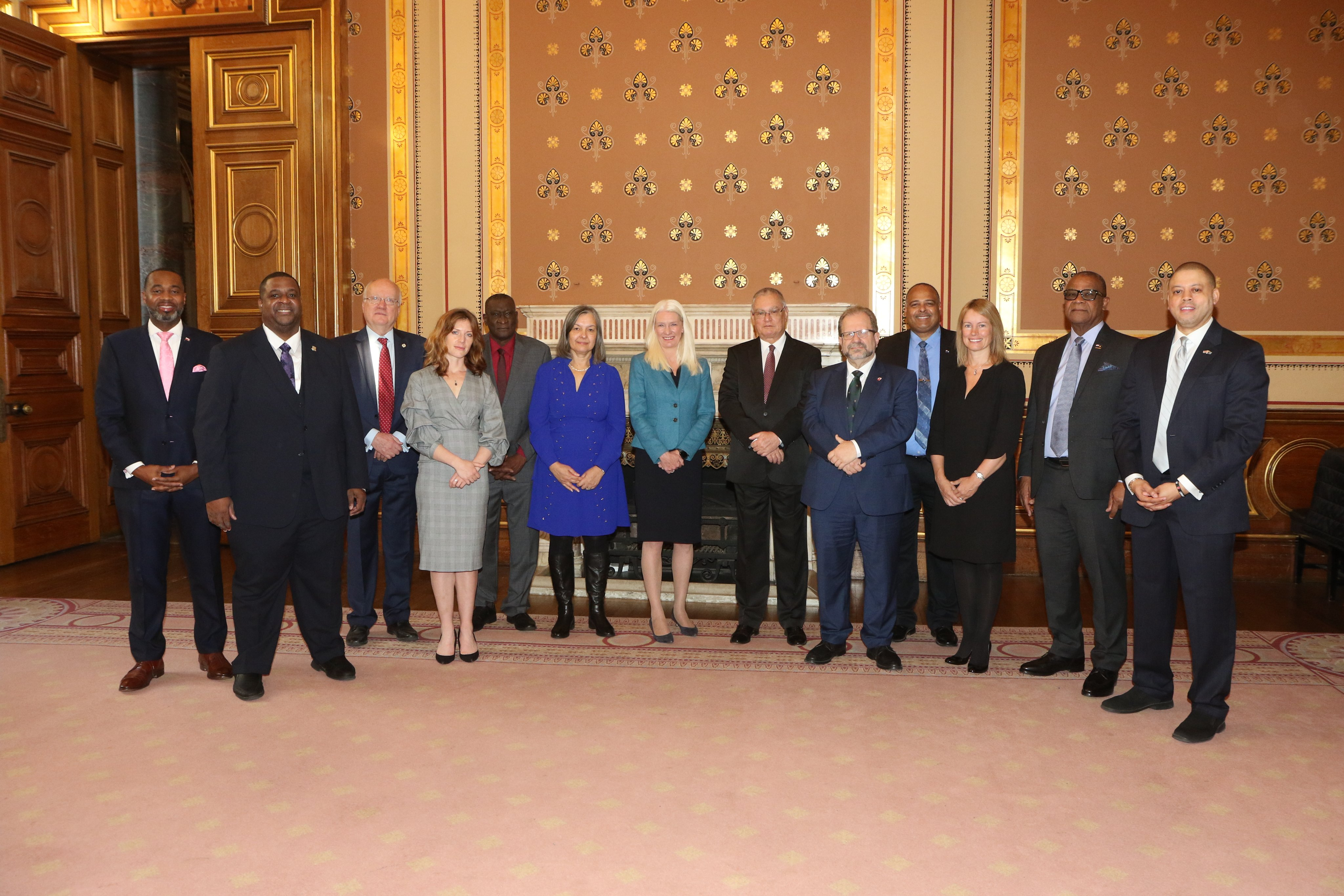
Amanda Milling (Mitte) als Gastgeberin des Treffens des Overseas Territories Joint Ministerial Council (November 2021).

Amanda Millington fungierte zwischen dem 9. Januar 2018 und dem 25. Juli 2019 zunächst als Assistierende Parlamentarische Geschäftsführerin der Regierungsfraktion für das Schatzamt (Assistant Whip, HM Treasury). Sie unterstützte die Kandidatur von Boris Johnson zur Wahl zum Parteiführer (Leader) der Conservative Party am 23. Juli 2019 und war daraufhin vom 25. Juli 2019 bis zum 13. Februar 2020 als stellvertretende Erste Parlamentarische Geschäftsführerin der Regierungsfraktion auch Schatzmeisterin des Königlichen Haushalts (Deputy Chief Whip, Treasurer of HM Household). Zugleich war sie vom 4. September bis zum 6. November 2019 sowie erneut zwischen dem 15. Januar und dem 3. März 2020 Mitglied des Auswahlausschusses (Committee of Selection). Sie war von der Kabinettsumbildung am 13. Februar 2020 bis zur Kabinettsumbildung am 16. September 2021 im Kabinett Boris Johnson II Ministerin ohne Geschäftsbereich (Minister without Portfolio) sowie Co-Vorsitzende (Chairman) und Generalsekretärin der Conservative Party. Ferner wurde sie 2020 auch Mitglied des Privy Council (PC), ein politisches Beratungsgremium des britischen Monarchen. Nach der Kabinettsumbildung am 16. September 2021 war sie bis zum 7. September 2022 Staatsministerin mit der Zuständigkeit für Asien beziehungsweise seit Februar 2022 Asien und den Mittleren Osten im Ministerium für Auswärtiges, Commonwealth und Entwicklung (Minister of State, Minister for Asia and the Middle East, Foreign, Commonwealth and Development Office).
Für ihre Verdienste wurde Amanda Milling am 9. Juni 2023 als Dame Commander des Order of the British Empire (DBE) nobilitiert, so dass sie seither das Prädikat „Dame“ führt. Seit dem 15. November 2023 ist sie im Kabinett Sunak sowohl Lord-Kommissarin des Schatzamtes (Lord Commissioner of HM Treasury) als auch erneut Parlamentarische Geschäftsführerin der Regierungsfraktion im Unterhaus.